# Teppichmuseum Schuscha

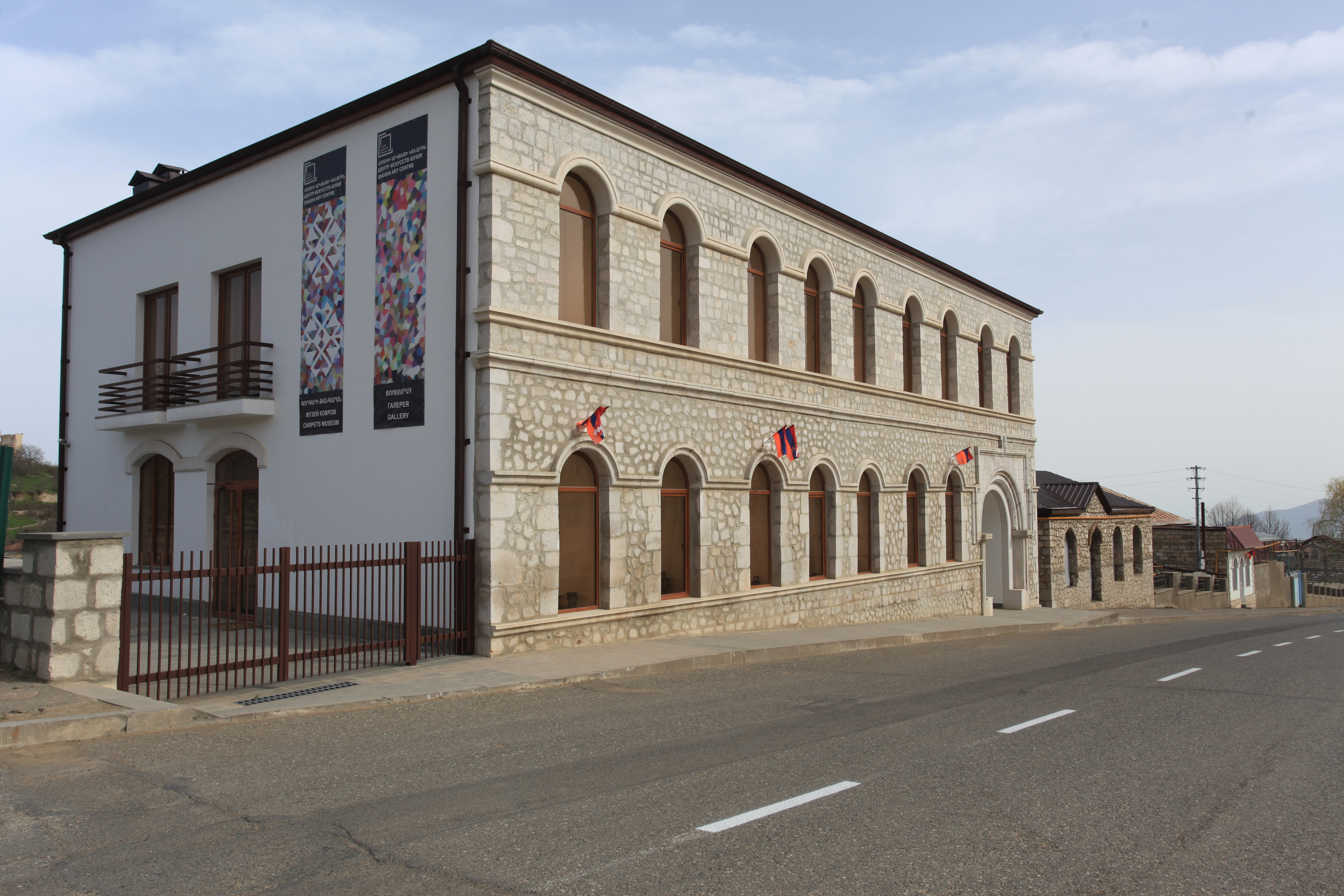
Teppichmuseum in Schuscha

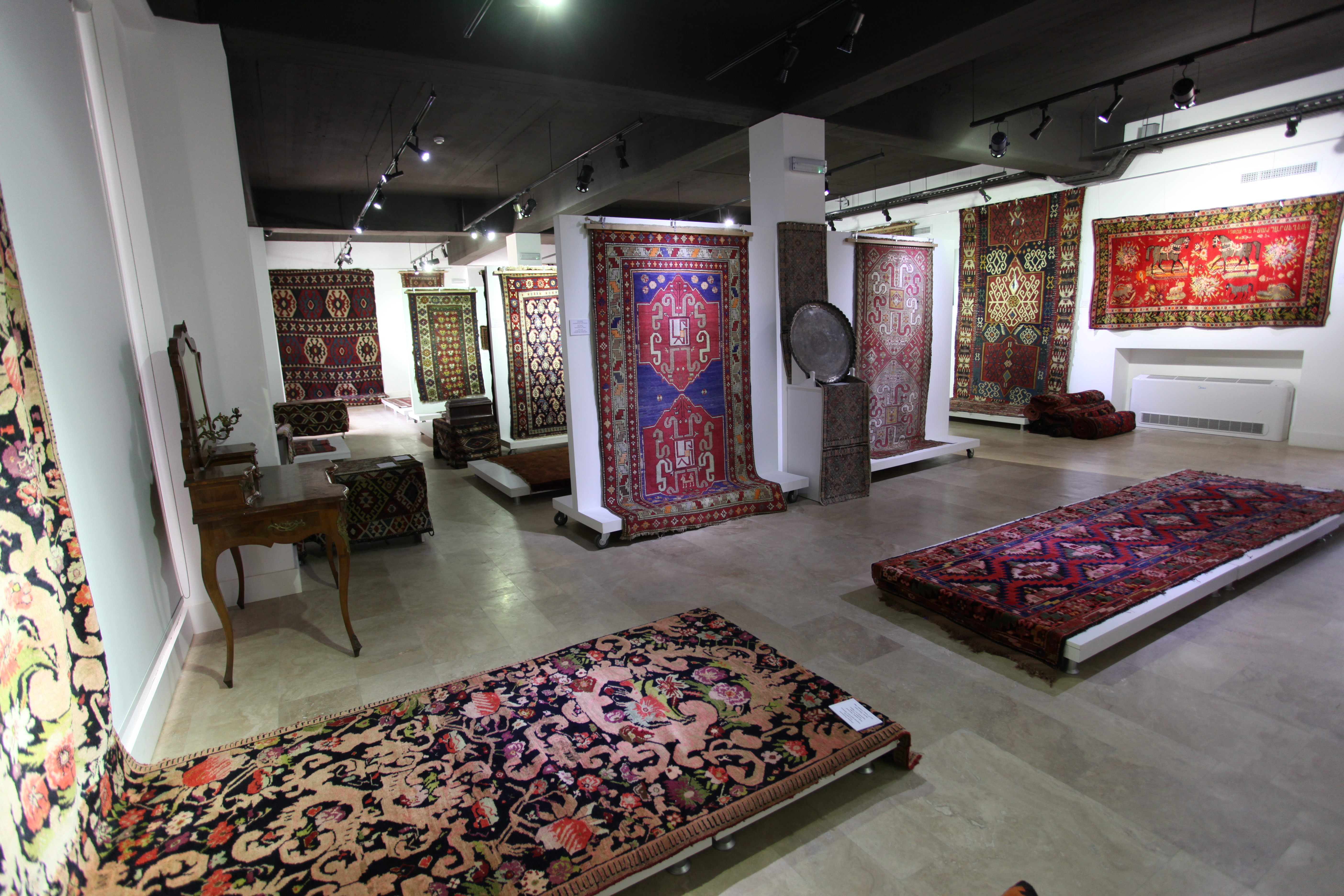
Blick in den Ausstellungsraum

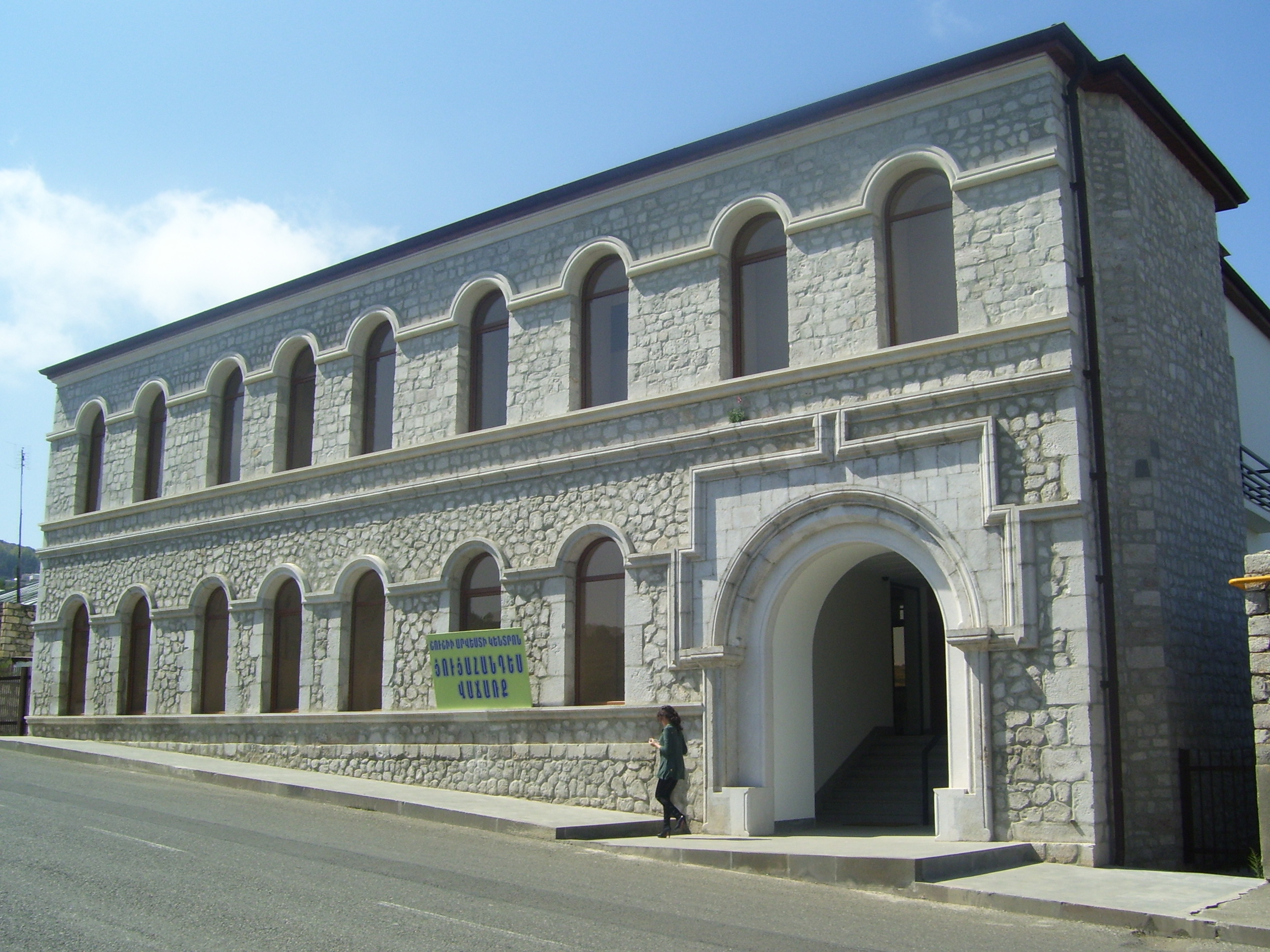
Das Kunstzentrum Schuscha mit Kunstgalerie und Teppichmuseum

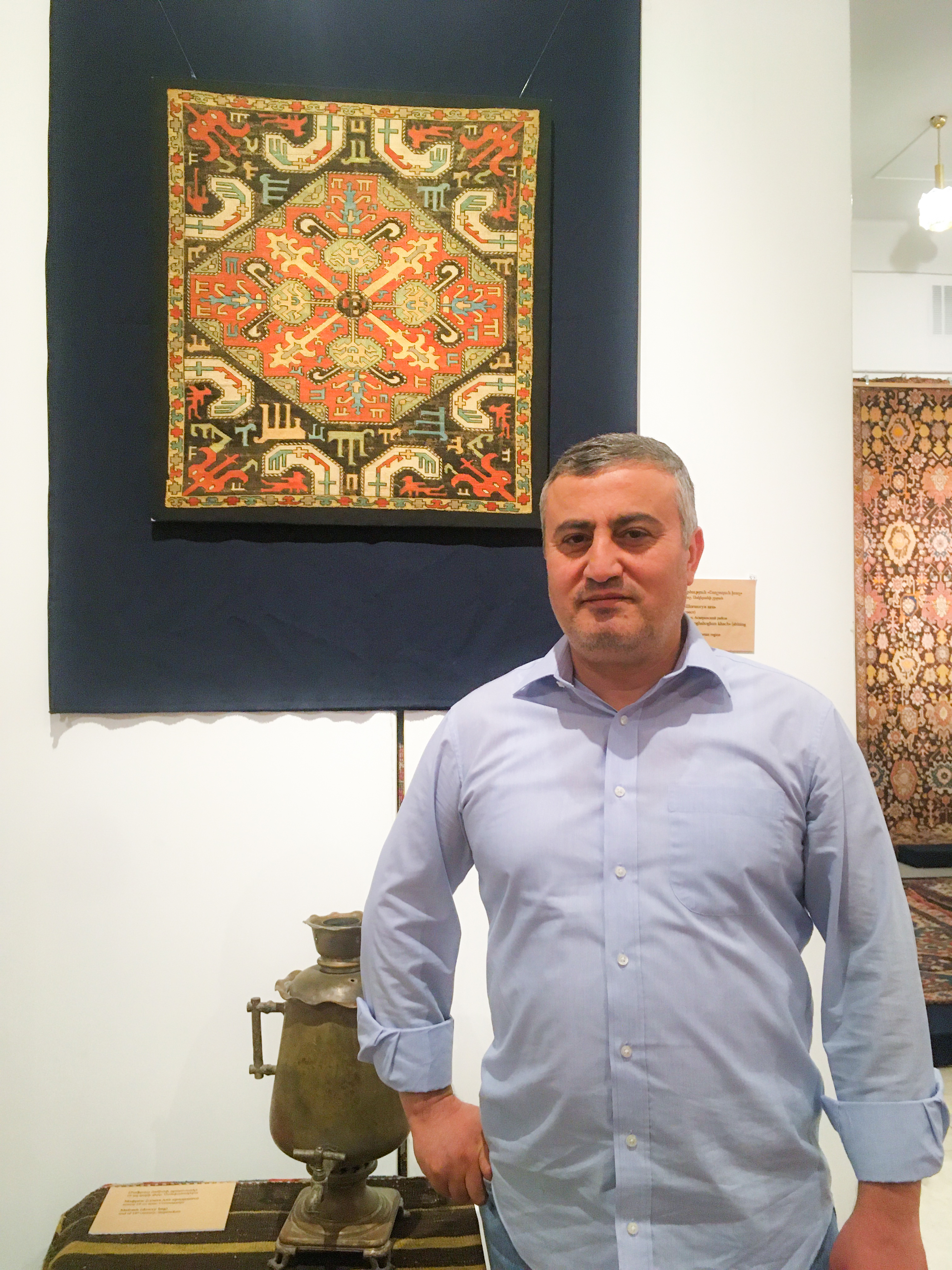
Der Museumsgründer Vardan Astsatryan im September 2021 im Nationalen Museum Alexander Tamanyan im Jerewaner Exil

Das Teppichmuseum Schuscha (armenisch Շուշիի գորգերի թանգարան) war ein Museum für antike Teppiche und Teppichweberei aus Arzach. Sie sind als Orientteppiche bekannt. Das Museum befand sich in der Stadt Schuschi (Şuşa) in der Zeit der Republik Arzach, wurde im Jahr 2011 gegründet und 2013 eröffnet. Mit dem Fall der Stadt 2020 endete die Zeit des Museums, aus dem ein Teil der Exponate in die armenische Hauptstadt Jerewan gerettet wurde.

## Vorgeschichte
Teppichkunst aus der armenisch-aserbaidschaischen Region ist seit dem Altertum bekannt. So stammt einer der ältesten Teppiche der Welt aus Armenien. Historiker und frühe Reisende wiesen auf die Qualität und den Farben- und Musterreichtum hin. Ab der zweiten Hälfte des 19. Jahrhunderts entwickelten sich die seit 1813 russische Stadt Schuscha und die umliegenden Orte zu einem handwerklichen Zentrum der Teppichweberei. Bereits vor dem Bergkarabachkonflikt und der militärischen Einnahme von Schuscha durch Armenien gab es eine volkskundliche Teppichsammlung, aus der der damalige Leiter rund 600 Exemplare 1992 heimlich nach Aserbaidschan brachte, wo sie als vom Krieg gerettetes Kulturgut („Burnt Culture“) im Aserbaidschanischen Teppichmuseum von Baku zu sehen sind.

## Museum in der Zeit der Republik Arzach
Vardan Astsatryan gründete das Teppichmuseum in der nunmehr armenisch Schuschi genannten Stadt. Es gelang ihm, aus Dörfern in Armenien und Arzach sowie durch Ankauf in europäischen Ländern eine neue Sammlung aufzubauen. 2011 wurde eine Museumsstiftung gegründet, wobei insbesondere auch durch den Armenier Karo Sargsyan 2012 ein zweigeschossiges Gebäude als Sitz des Museums ermöglicht wurde. Das Gebäude wurde in den Jahren 1828 bis 1829 erbaut, beherbergte u. a. die Druckerei der Spirituellen Inspektion der Diözese Karabach und wurde auch als Armenische Diözesanschule benutzt, dann als profane Schule. Ab 2012, zuvor Sargsyan-Galerie, wurde das Gebäude in der Ghasantschezoz-Straße in das Kunstzentrum Schuschi (Shushi Art Center, getragen von der gleichnamigen Organisation) umgewidmet, das im 1. Stockwerk eine Kunstgalerie unterhält. Das vom Kunstzentrum und dem Teppichmuseum gemeinsam genutzte Gebäude ist als Kulturdenkmal unter der Nummer NK3/146 eingetragen. Die Eröffnung des Teppichmuseums fand 2013 statt.
Die Dauerausstellung im Erdgeschoss zeigte rund 120 Teppiche, darunter die wegen ihrer Ornamente bekannten Drachen-, Adler- und Schlangenteppiche. Weitere Motive zeigten den Kampf von Phönix und Drachen, Garten- und Blumenmotive, für die es je eigene Bezeichnungen gibt. Insgesamt wurde der Museumsbestand mit rund 300 Teppichen der armenischen Teppichkunst aus der Zeit des 17. bis 20. Jahrhunderts angegeben, aus der Neuzeit kamen auch modernere Motive vor. Die Sammlung umfasste auch Teppiche aus Turkmenistan oder Afghanistan sowie andere Artefakte, vorwiegend Haushaltsgegenstände. Stark beschädigte Teppiche wurden im Museum restauriert.

## Evakuierung beim Fall der Stadt 2020
Am 29. Oktober 2020 wurde das Museumsgebäude während des Krieges um Bergkarabach von einer großen Rakete der aserbaidschanischen Streitkräfte getroffen und schwer beschädigt. Kurz darauf wurden am 1. November 2020 die kostbarsten Ausstellungsstücke – 160 Teppiche und Läufer – aus dem beschädigten Museum in die armenische Hauptstadt Jerewan gebracht, während der Rest – etwa 100 bis 120 Teppiche sowie einige andere Gegenstände – zurückblieb und verloren ging.
Seitdem sind die Teppiche aus Arzach im Nationalen Museum Alexander Tamanyan des Instituts für Architektur und im Historischen Museum Armeniens in Jerewan zu sehen.

## Beispiele aus der Sammlung

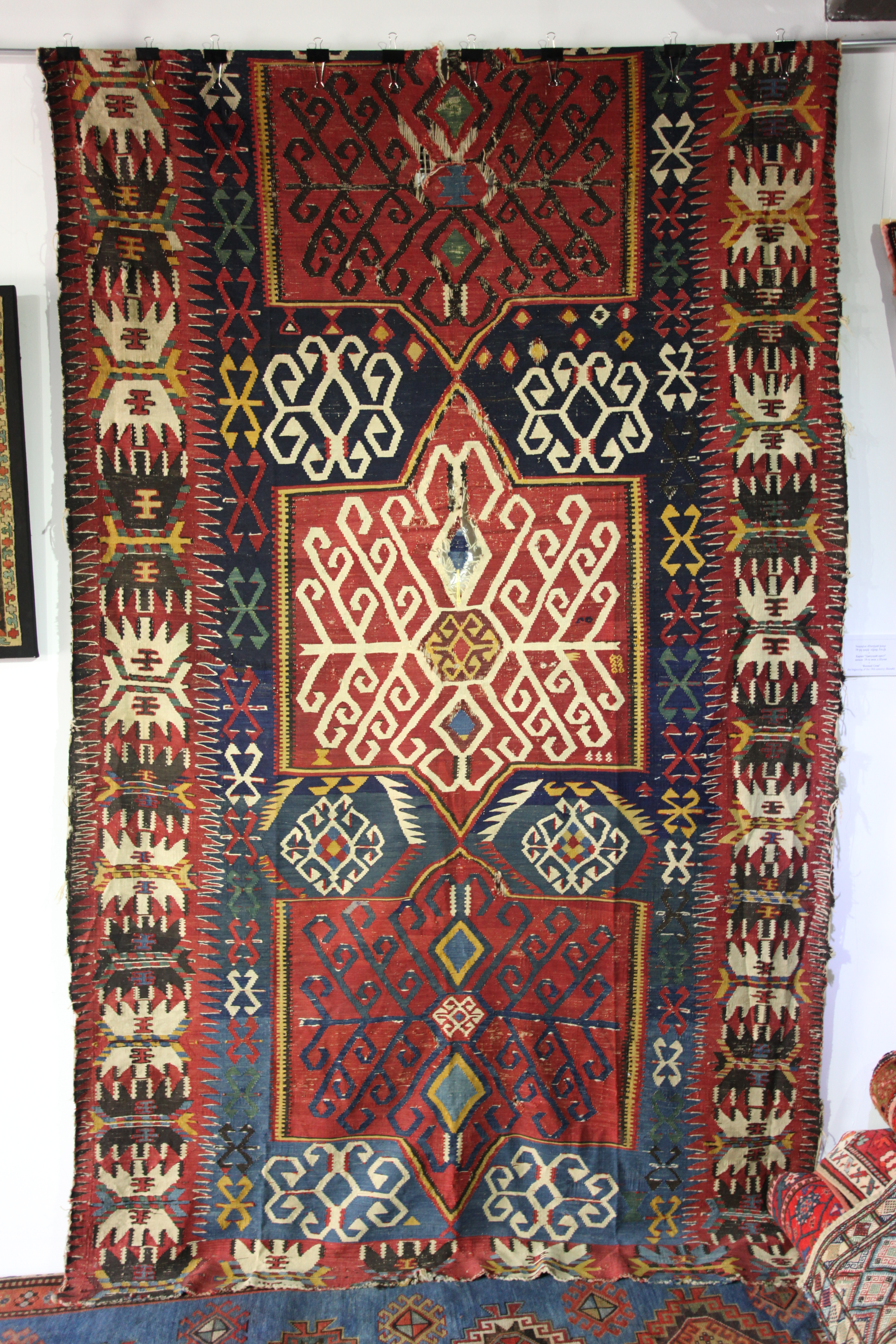
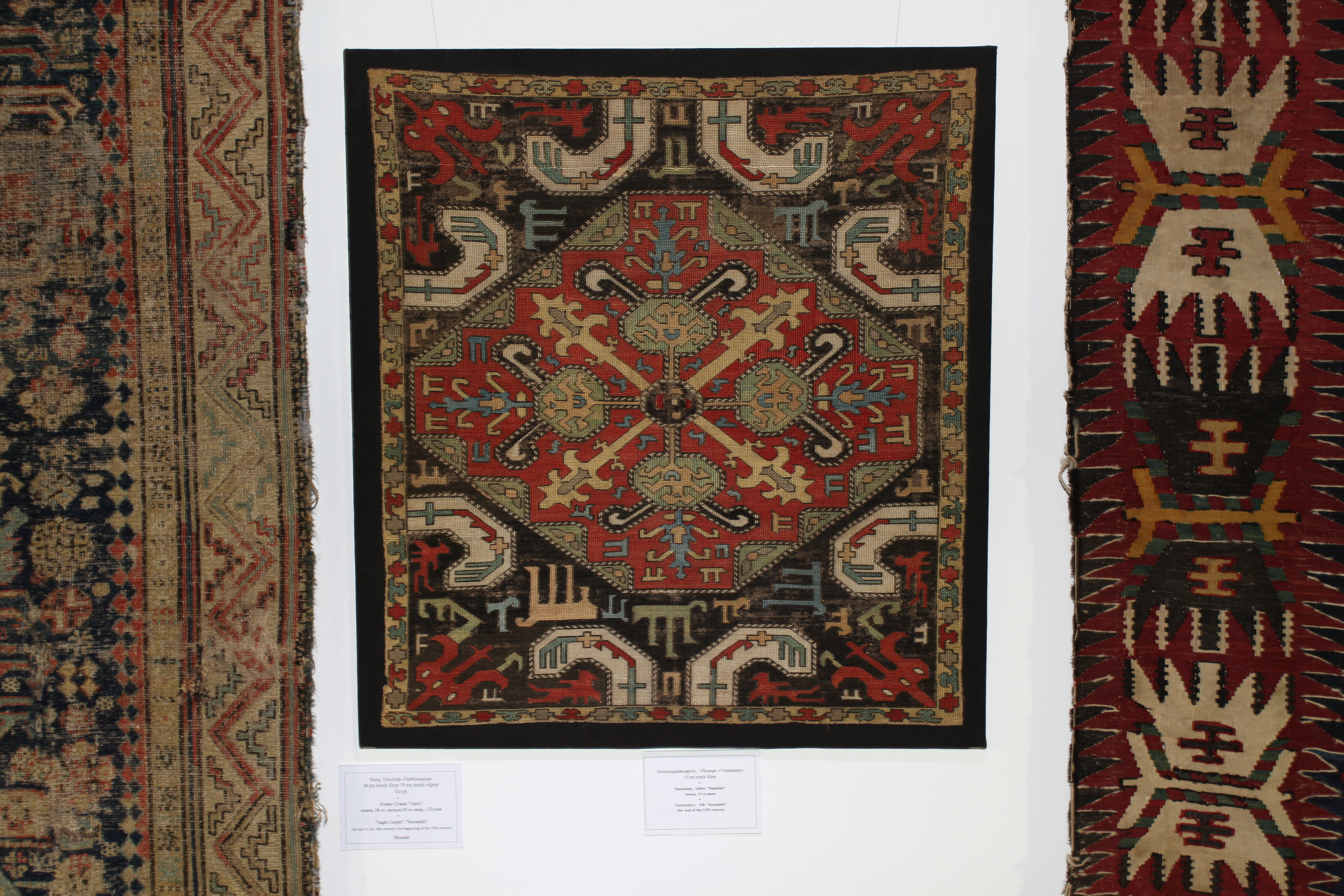
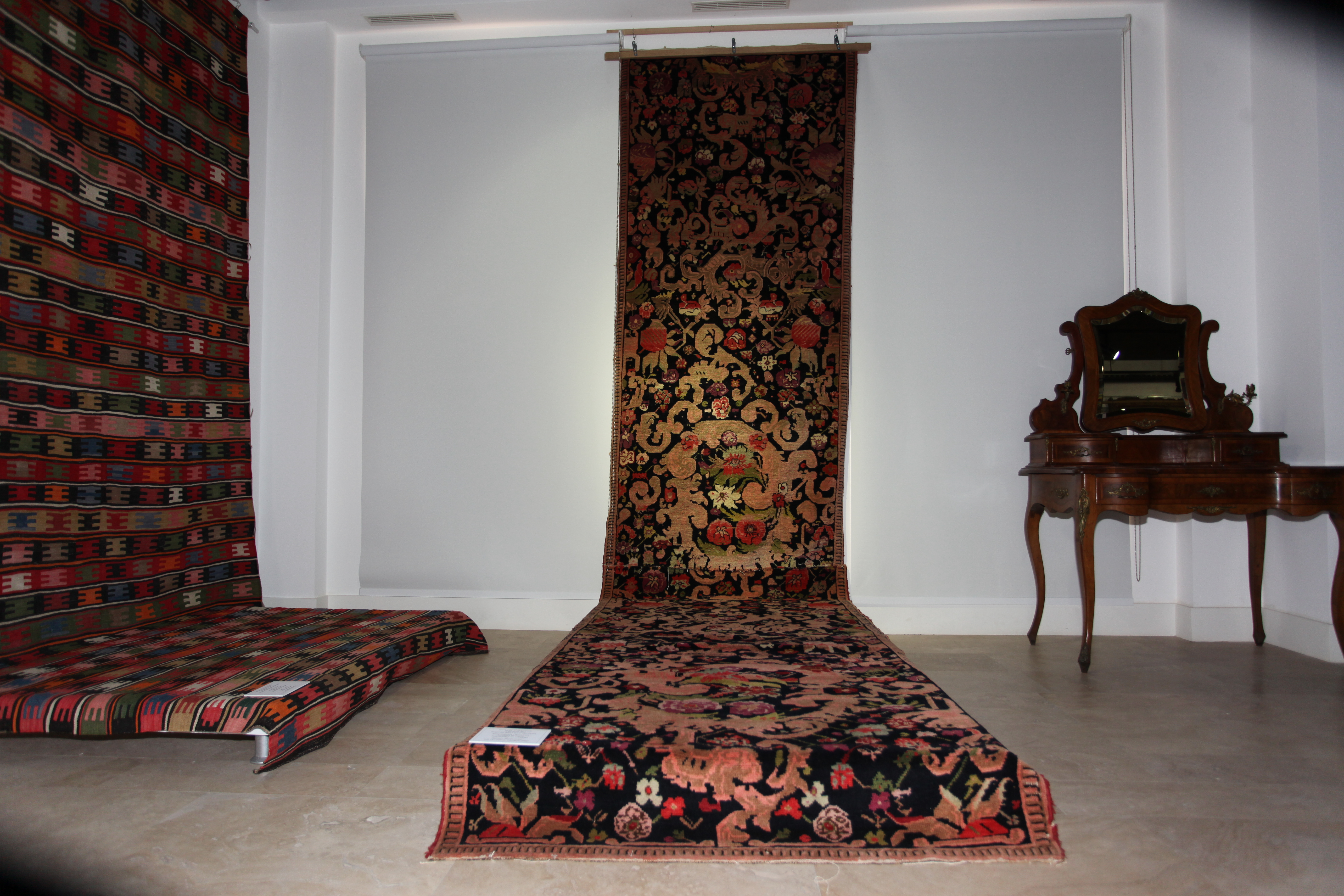